# Bernardo Cuesta
Pour les articles homonymes, voir Cuesta (homonymie).
Bernardo Nicolás Cuesta, né le 20 décembre 1988 à Álvarez, province de Santa Fe (Argentine), est un footballeur argentin (naturalisé péruvien) qui évolue au poste d'attaquant.

## Biographie
Bernardo Cuesta commence sa carrière au Tiro Federal en 2008. Mais c'est au sein du FBC Melgar d'Arequipa au Pérou qu'il fait parler de lui. En effet, il est sacré champion du Pérou en 2015 en marquant le but du sacre lors de la finale gagnée 3-2 face au Sporting Cristal. Il devient ensuite meilleur buteur du championnat péruvien en 2019 (27 buts marqués). Avec 176 buts marqués pour le FBC Melgar (série en cours), Cuesta en est le deuxième meilleur buteur historique derrière Eduardo Márquez et ses 197 buts.
Jouant principalement en Amérique latine (The Strongest, Atlético Junior, Huachipato et Club Puebla), il tente aussi sa chance dans le football asiatique en signant pour le Buriram United (Thaïlande) en 2020.
Au cours de sa carrière, Bernardo Cuesta a l'occasion de jouer 30 matchs de Copa Libertadores (sept buts inscrits), deux matchs de Ligue des champions de l'AFC (un but) et 25 matchs de Copa Sudamericana (15 buts). Il est d'ailleurs sacré meilleur buteur de cette dernière compétition en 2022 (huit buts).

## Palmarès
| FBC Melgar - Championnat du Pérou (1) : - Champion : 2015. - Vice-champion : 2022. - Meilleur buteur : 2019 (27 buts). - Copa Sudamericana : - Meilleur buteur : 2022 (8 buts). |  | Atlético Junior - Coupe de Colombie (1) : - Vainqueur : 2017. |